# Fluoruro di alluminio
Il fluoruro di alluminio è il sale di alluminio dell'acido fluoridrico, di formula AlF3.
A temperatura ambiente si presenta come un solido incolore inodore.